# Джерело м'яких повторюваних гамма-сплесків
Джерело м'яких повторюваних гамма-сплесків (англ. soft gamma repeater, SGR) — це астрономічний об'єкт, який випускає великі сплески гамма- та рентгенівського випромінення через нерегулярні інтервали. Висунуто гіпотези, що такі об'єкти є або видом магнітарів або видом нейтронних зір з реліктовими дисками довкола них.

## Опис та теорії
5 березня 1979 року було зафіксовано потужний гамма-сплеск. Оскільки кілька приймачів у різних місцях Сонячної системи зафіксували сплеск у дещо різний час, вдалося визначити його джерело — ділянка поблизу залишку наднової у Великій Магеллановій Хмарі.
Але з часом стало очевидно, що це не був звичайний гамма-сплеск — фотони у діапазоні м'яких гамма-хвиль та жорстких рентгенівських хвиль мали меншу енергію, а також з тої самої ділянки прийшли нові сплески.
За висунутою теорією, джерелом м'яких повторюваних гамма-сплесків є «зоретруси» на поверхні твердої кори магнітара. Оскільки в магнітарі відбуваються величезні зміни силових ліній магнітного поля, кора деформується під їх впливом та деколи тріскається/руйнується. Таке руйнування викликає коливання кори з утворенням сейсмічних хвиль, схожих на хвилі під час землетрусів, що веде до гамма-сплеску.
Астроном Крісса Кувельоту з Університетської асоціації досліджень космосу (англ. Universities Space Research Association, USRA) у Центрі космічних польотів Маршалла, НАСА, тестувала теорію, що  джерелами м'яких повторюваних гамма-сплесків є магнітари. За цією теорією, сплески призводять до уповільнення обертання  об'єкту. 1998 року вона порівняла періодичність джерела м'яких повторюваних гамма-сплесків SGR 1806-20 та виявила, що з 1993 року період збільшився на 0,008 секунд. За її  розрахунками, таке зростання може пояснюватись магнітаром з силою магнітного поля у 8×1010 тесла (8×1014 гаусів). Міжнародне астрономічне товариство прийняло це обґрунтування до уваги та в цілому пристало до теорії, що джерелами м'яких повторюваних гамма-сплесків є магнітари.
27 серпня 1998 року спостерігалось незвично яскраве джерело м'яких повторюваних гамма-сплесків SGR 1900+14. Попри велику відстань до джерела (орієнтовно — 20 000 світлових років), сплеск мав значний вплив на атмосферу Землі. Атоми іоносфери, які зазвичай іонізуються радіацією Сонця вдень та рекомбінують у нейтральні атоми вночі, були вночі іонізовані до рівня, не набагато нижчого нормального денного. Рентгенівський супутник Rossi X-Ray Timing Explorer (RXTE) у цей час зафіксував найсильніший сигнал, хоча був спрямований на іншу ділянку космосу, та в цілому мав бути захищений від радіації.
Відомі джерела м'яких повторюваних гамма-сплесків:
| Об'єкт         | Відкриття | Примітки |
| -------------- | --------- | --- |
| SGR 0525-66    | 1979      | |
| SGR 1806-20    | 1979/1986 | Найбільш потужний відомий гамма-сплеск був зафіксований від цього джерела 27 грудня 2004.                    |
| SGR 1900+14    | 1979/1986 | Віддалене на 20 000 світлових років, потужне, вплинуло на атмосферу Землі                                    |
| SGR 1627-41    | 1998      | |
| SGR J1550-5418 | 2008      | Період обертання — 2,07 секунди, магнітар, що найшвидше обертається (з відомих).                             |
| SGR 0501+4516  | 2008      | Віддалене на 15 000 світлових років; рентгенівський сплеск був зафіксований супутником Swift 22 серпня 2008. |
| PSR J1745-2900 | 2013      | Джерело м'яких повторюваних гамма-сплесків, що обертається довкола чорної діри Стрілець A*                   |

1. ↑  У назві об'єктів числа після літер є небесними координатами. Наприклад, SGR 0525-66 має пряме піднесення 5г. 25хв. та схилення −66°.
2. ↑  Дата відкриття інколи має формат 1979/1986, де перше число позначає рік, коли джерело було відкрито, а друга — коли його було виділено зі «звичайних» гамма-сплесків в окремий клас (м'яких повторюваних гамма-сплесків).